# Cayo Calpurnio Pisón (cónsul 111)
Cayo o Gayo Calpurnio Pisón  fue un senador romano que desarrolló su cursus honorum a finales del siglo I y comienzos del siglo II, bajo los imperios de Domiciano, Nerva y Trajano.

## Origen y carrera
Miembro de la importante familia de los Calpurnios Pisones, aparece mencionado por Plinio el Joven hacia 105-106 como autor de un poema griego sobre astronomía.
En 111, bajo Trajano, fue designado consul ordinarius.

## Matrimonio y descendencia
Casado con Cornelia Escipión Orfita, hija de Servio Cornelio Escipión Salvidieno Orfito, consul ordinarius en 149, bajo Antonino Pío, tuvo dos hijos, Servio Calpurnio Escipión Orfito, consul ordinarius en 172, bajo Marco Aurelio, y Lucio Calpurnio Pisón, también consul ordinarius bajo Marco Aurelio, en 175.